# Maurice Pouzet
Pour l’article homonyme, voir Maurice Pouzet (mathématicien).
Maurice Pouzet (né à Laval en 1921 et mort à Angers en 1997) est un sculpteur et illustrateur français. 

## Vie
Formé à l'école des beaux-arts d'Angers où il suit alors des cours de décoration et de sculpture; il bifurque cependant vers le commerce en passant en 1939 le diplôme de l'école supérieure de commerce d'Angers. En 1941, il est dessinateur auprès du cabinet d'architecte Bricard. En 1942, il entame une carrière d'illustrateur au sein de l'équipe des éditions Jacques Petit, entre autres. Il participe aussi à des concours d'affichistes qui le font connaître dans cette discipline. C'est d'ailleurs une publicité pour une société ardoisière qui lui fait découvrir ses propres talents de sculpteur sur ardoise. Cette matière l'emmène à son tour vers la gravure sur métal et notamment vers des commandes de médailles pour la "Monnaie de Paris". Son œuvre se définit donc surtout par cette variété de supports voisins : il continue cette recherche vers la fin de sa vie dans le travail des cartons, des "patrons" de tapisseries. En 1980, il est fait chevalier des "Arts et Lettres". 

## Œuvre
Il a illustré :
- Jeannot et Colin de Voltaire (1944),
- Casanova, quelques aventures parisiennes, introductions et notes de Jacques Isolle, Editions Jacques Petit (1944),
- Paul-Louis Courier " Une aventure en Calabre ", illustrations de Maurice Pouzet, Éditions Jacques-Petit, Angers, 1945.
- Chronique de Saint-Macé de Jacques Isolle (1945),
- Mardoche d'Alfred de Musset, éd. Jacques Petit (1945),
- En compagnie d'nout vin d'Anjou par Félix Landreau, éd. Jacques Petit (1945),
- Poèmes choisis, par Lamartine, éd. Jacques Petit (1945)
- Une aventure en Calabre par Paul-Louis Courier, éd. Jacques Petit (1945)
- Les Œuvres de François Villon, Éditions Athéna, Paris, (1947),
- Poésies choisies de Gérard de Nerval, éd. Jacques Petit (1947),
- La Passion de notre frère le Poilu de Marc Leclerc, éd. Jacques Petit (1947),
- Candide ou l'optimiste de Voltaire (1948),
- La leçon d'amour dans un parc de René Boylesve (1949),
- Trois dames du Val de Loire d'Antoinette de La Paumelière, éd. Jacques Petit (1950),
- Torrents de Marie-Anne Desmarest (1950),
- Daphnis et Chloé de Longus (1954),
- Œuvres complètes de Molière, Ed. Arc-en-Ciel (1954-1955),
- Les confessions du comte de *** de Charles Duclos (1956), etc